# Мьей (острова)
Мьей (Мергуи́; англ. Mergui Archipelago) — архипелаг в Индийском океане, расположенный в Андаманском море у западного побережья Малайского полуострова (Мьянма).

## География
В архипелаге находится свыше 800 островов общей площадью 3500 км², которые вытянуты с севера на юг более чем на 400 км. Крупнейшие из них:
- Майнджи — 450 км²
- Кетайн (Конмю) — 409 км²
- Саганти (Селлор) — 257 км²
- Лесуо — 250 км²
- Ланби — 188 км²
- Задечи — 176 км²
- Тайотеданджи — 120 км²
- Даун — 110 км²
- Мали (Тавой) — 99 км²
- Пьинзабу — 78 км²

Береговая линия островов сильно изрезана: скалы, пляжи, мангровые заросли. Сложены древними осадочными и магматическими породами.

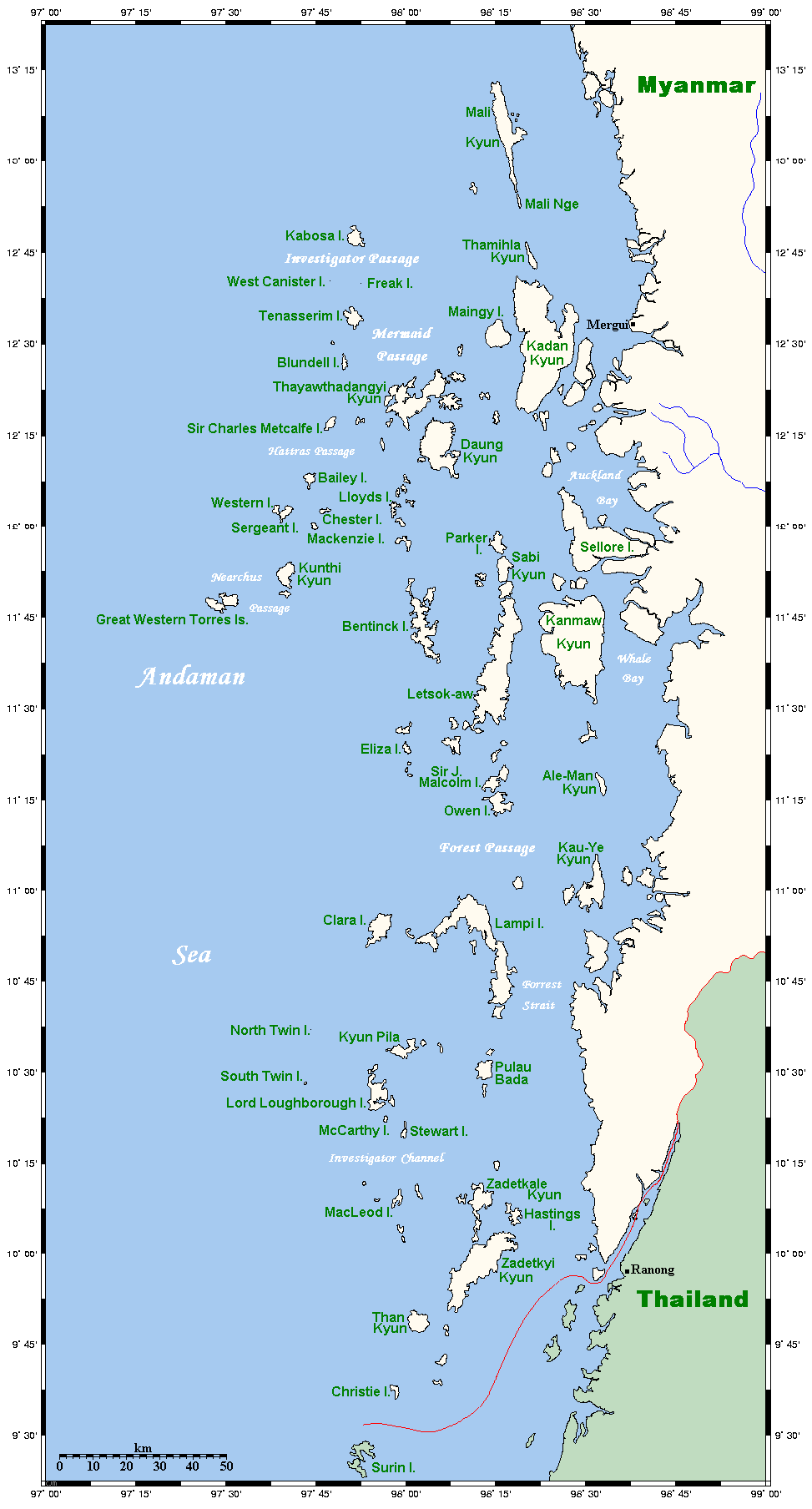

## Экономика
Имеются месторождения железных и полиметаллических руд. Плантации гевеи, рыболовство, промыслы креветок и жемчуга.